# Därstetten
Därstetten (toponimo tedesco) è un comune svizzero di 862 abitanti del Canton Berna, nella regione dell'Oberland (circondario di Frutigen-Niedersimmental); ha lo status di città.

## Geografia fisica
Därstetten si trova nella Simmental.

## Monumenti e luoghi d'interesse

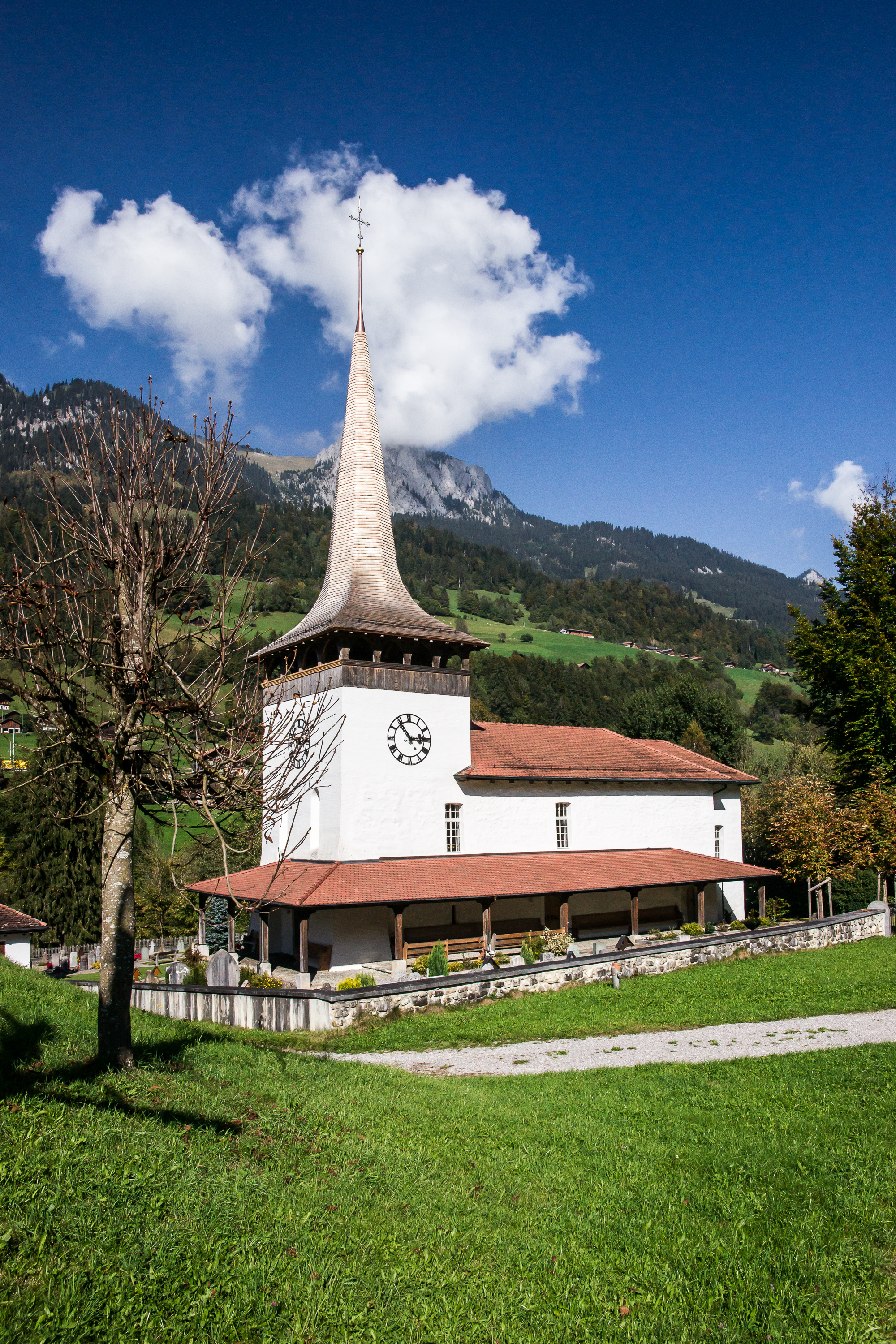
La chiesa riformata

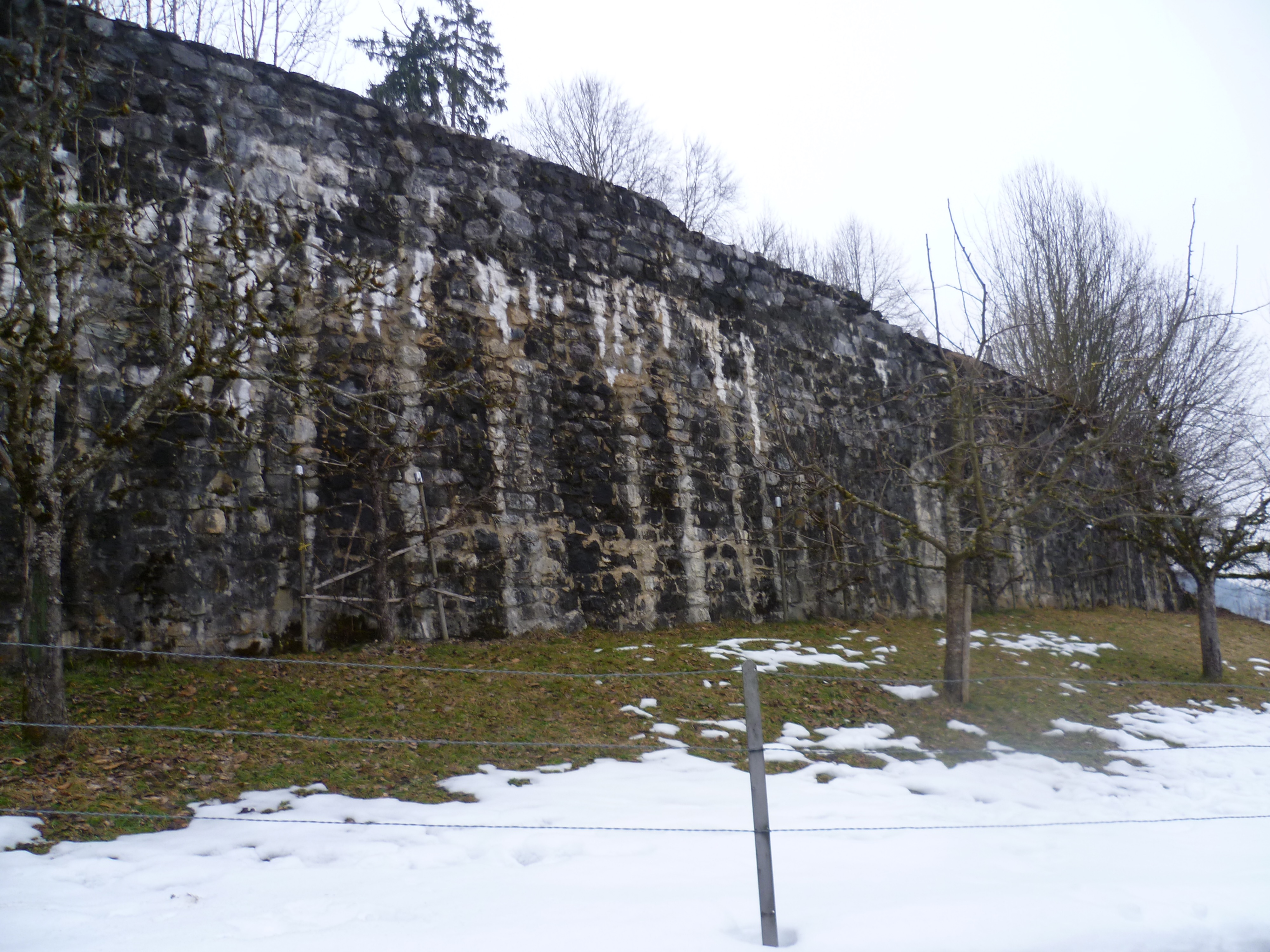
Le rovine del castello di Weissenburg

- Chiesa riformata (già di Santa Maria), eretta nel XIII secolo[1];
- Cappella di San Pantaleone in località Weissenburg im Simmental, eretta nel 1327[1][2];
- Rovine del castello di Weissenburg, attestato dal 1175[2].

## Società

### Evoluzione demografica
L'evoluzione demografica è riportata nella seguente tabella:
Abitanti censiti

## Geografia antropica

### Frazioni
Le frazioni di Därstetten sono:
- Nidfluh
- Reichenbach
- Weissenburg im Simmental[2]
- Weissenburgberg
- Wiler

## Infrastrutture e trasporti
Därstetten è servita dall'omonima stazione e da quella di Weissenburg sulla ferrovia Spiez-Zweisimmen.

## Amministrazione
Ogni famiglia originaria del luogo fa parte del cosiddetto comune patriziale e ha la responsabilità della manutenzione di ogni bene ricadente all'interno dei confini del comune.